# Philippe III de Waldeck
Philippe III, comte de Waldeck (9 décembre 1486 à Waldeck; 20 juin 1539 à Bad Arolsen), est de 1524 à 1539 comte de Waldeck-Eisenberg.

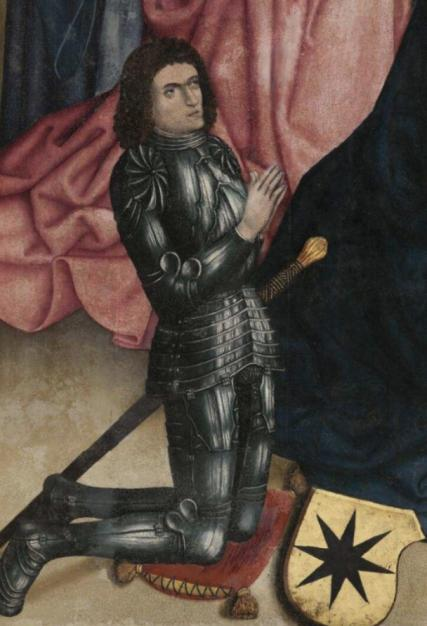
Philippe III de Waldeck représenté sur le Retable de la Passion vers 1518.

## Biographie
Il est fils du comte Philippe II de Waldeck-Eisenberg et de sa première épouse, Catherine de Solms-Lich, et succède à son père en 1524, comme comte de Waldeck-Eisenberg.
Autour de 1520, il construit une résidence à Goldhausen, le château de Korbach. Il est agrandi entre 1563 et 1565, sous son fils Wolrad II.
En 1525, peu de temps après sa prise de fonction, il introduit la Réforme à Waldeck. Philippe III et de son neveu le comte Philippe IV de Waldeck nomment le Luthérien Johann Hefentreger comme pasteur de la ville de Waldeck. Johann donne son premier sermon, le 17 juin 1526. Le 26 juin 1526, il célèbre un service luthérien, officialisant l'introduction de la Réforme dans le comté, quatre mois avant que le Landgrave Philippe Ier de Hesse introduise la Réforme dans les pays voisins de la Hesse. En 1529, le premier sermon luthérien est donné dans l'Église de Korbach.
Entre 1526 et 1530, Philippe acquiert l'ancien monastère sécularisé d'Aroldessen de l'Ordre hospitalier de Saint-Antoine à Bad Arolsen et le transforme en palais royal. Il emploie Johann von Wolmeringhausen comme Hofmeister et, après 1530, Johann fils de Hermann von Wolmeringhausen.
Philippe III meurt le 20 juin 1539. Après sa mort, Waldeck-Eisenberg est divisé. Son fils aîné Wolrad II reçoit Waldeck-Eisenberg; son plus jeune fils Jean a reçu Waldeck-Landau.

## Mariages et descendance
En 1503, Philippe épouse sa première femme, Adelheid (d. 1515), fille du comte Otton IV de la Hoya. De ce mariage, il a  quatre enfants:
- Otto (1504-1541)
- Elizabeth (1506-1562), mariée en 1525 à Jean de Melun, vicomte de Gand
- Wolrad II, fondateur de la lignée de Waldeck-Eisenberg
- Erika (1511-1560), mariée en 1526 à Eberhard de la Marck, duc d'Arenberg, puis en secondes noces, en 1532, au comte Dietrich V de Manderscheid-Virneburg.

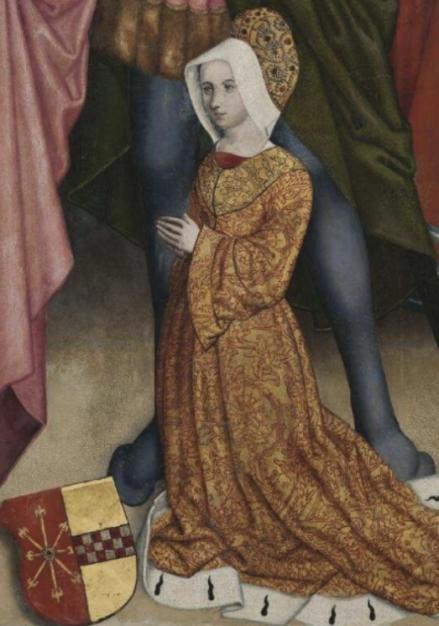
Anne de Clèves sur le même retable.

En 1519, il épouse sa seconde femme Anne de Clèves (1495-1567), la seule fille du duc Jean II de Clèves et de Mathilde de Hesse-Marbourg. Son frère l'a tenue emprisonnée de 1517 à 1519 pour empêcher le mariage. De ce mariage, Philippe a quatre enfants:
- Philippe V (1519 ou 1520 - 1584), qui rejoint le clergé
- Jean Ier de Waldeck (1521 ou 1522 -1567), fondateur de la lignée de Waldeck-Landau qui s'éteint en 1597
- Catherine (1523 ou 1524-1583), mariée en 1550 avec le comte Bernard VIII de Lippe
- Francis (1526-1574), marié en 1563, avec Maria Gogreve (décédée en 1580)